# Saori Ōnishi
Saori Ōnishi (大西 沙織 Ōnishi Saori?, nacida el 6 de agosto de 1992) es una seiyū japonesa afiliada a I'm Enterprise. Interpretó a La Folia Rihavein en su primer papel principal para la serie de anime Strike the Blood. Es conocida por sus papeles como Eriri Spencer Sawamura en Saenai Heroine no Sodatekata, Ais Wallenstein en Dungeon ni Deai o Motomeru no wa Machigatteiru Darō ka, y Vignette April Tsukinose en Gabriel DropOut. Ella ganó el premio a la Mejor Actriz de Reparto y el Premio a la Personalidad junto con Ayane Sakura en los 12° Premios Seiyu.

## Biografía
Ōnishi nació en la prefectura de Chiba el 6 de agosto de 1992. Comenzó a aspirar a convertirse en actriz de voz en la escuela primaria después de ver anime en televisión. Las actuaciones de voces de actrices de voz como Maaya Sakamoto y Sanae Kobayashi también la inspiraron a ejercer la profesión. Durante sus años de primaria y secundaria, ella era parte de un club de música. Aunque ella era parte de la clase de ciencias en la escuela secundaria, decidió no unirse a ningún club, prefiriendo asistir a una escuela de entrenamiento de actuación de voz.
Ōnishi comenzó su carrera como actriz de voz en 2012, inicialmente interpretando personajes en varios CD drama, antes de pasar a papeles secundarios en el anime. Su primer papel principal en un anime fue como La Folia Rihavein en Strike the Blood.
En 2014, fue elegida como Jamie Hazaford en la serie de anime Shirogane no Ishi Argevollen, Emi Murakami en la serie de anime Jinsei, y Kanon Chiyoda en la serie de anime Mahōka Kōkō no Rettōsei. 
En 2015, Ōnishi fue elegida como el personaje Eriri Spencer Sawamura en la serie de anime Saenai Heroine no Sodatekata. También interpretó los papeles de Ais Warenstein en Dungeon ni Deai o Motomeru no wa Machigatteiru Darō ka, Hisako Arato en Shokugeki no Sōma, y Miyuki Kujō en Ore ga Ojō-sama Gakkō ni "Shomin Sample" Toshite Rachirareta Ken.
En 2016, interpretó los papeles de Kazuha Shibasaki en Girlish Number, Non Toyoguchi en Keijo!!!!!!!!, Madoka Amano en Active Raid Kidō Kyōshūshitsu Daihachigakari, y Ai Ninomiya en Amanchu!. En agosto de 2016, visitó Hong Kong para promocionar el juego Ys VIII: Lacrimosa of Dana, donde interpreta el papel de Dana.
En 2017, Ōnishi interpretó el papel de Vignette April Tsukinose en la serie de anime Gabriel DropOut ; ella y sus coprotagonistas Miyu Tomita, Naomi Ōzora y Kana Hanazawa interpretaron el tema de apertura de la serie "Gabriel Drop Kick" y el tema final "Hallelujah Essaim". También interpretó a Muramasa Senju en Eromanga Sensei, Marie Bell Breguet en Clockwork Planet, y Kuro en Isekai Shokudō.
En 2018, interpretó el papel de Hiyori Jūjō en Toji no Miko. También interpretó a Ruka Irokawa en Comic Girls, y Beelzebub en Beelzebub-jō no Okinimesu Mama.
En 2019, interpretó el papel de Nagi Kirima en Boogiepop and Others. También interpretó a Kaori Shirasaki en Arifureta Shokugyō de Sekai Saikyō.

## Filmografía

### Anime
| Año  | Título                                                                        | Papel | Otras notas                 |
| ---- | ----------------------------------------------------------------------------- | --- | --------------------------- |
| 2012 | AKB0048                                                                       | La hermana menor de Yūka Ichijō |                             |
| 2012 | Little Busters!                                                               | Yamazaki |                             |
| 2012 | Koi to Senkyo to Chocolate                                                    | Mujer estudiante C |                             |
| 2012 | Suki-tte ii na yo                                                             | Akane |                             |
| 2012 | Tari Tari                                                                     | Masami Ōtani, Ganba Pink |                             |
| 2012 | Sakura-sō no Pet na Kanojo                                                    | Shiho Fukaya |                             |
| 2013 | AKB0048 next stage                                                            | La hermana menor de Yūka Ichijō Mujer B |                             |
| 2013 | To Aru Kagaku no Railgun                                                      | Mujer estudiante C | Episodio 1                  |
| 2013 | Golden Time                                                                   | Estudiante B (ep 1) Vendedor ambulante (ep 2) Mujer creyente2 (ep 3) Mujer de clase alta A (ep 9) Mujer invitada 2 (ep 12) Estudiante de primer ciclo B (eps 13, 17, 19) |                             |
| 2013 | Kotoura-san                                                                   | Kaoru Representante de clase (ep 5) Estudiante de secundaria (ep 9) Voz de teléfono móvil (ep 7) Niño B (ep 11)                                                          |                             |
| 2013 | Little Busters! Refrain                                                       | Niño C | Episodio 8                  |
| 2013 | Miss Monochrome: The Animation                                                | Idol | Episodio 10                 |
| 2013 | Yahari Ore no Seishun Love Come wa Machigatteiru                              | Estudiante (ep 1) Control de voluntariado (ep 10) |                             |
| 2013 | Ore no Imōto ga Konna ni Kawaii Wake ga Nai.                                  | Chica | Episodio 1                  |
| 2013 | Senki Zesshō Symphogear G                                                     | Ayumu Takasaka |                             |
| 2013 | Strike the Blood                                                              | La Folia Rihavein Chicas Oshianas |                             |
| 2013 | Hataraku Maō-sama!                                                            | Mujer | Episodio 5                  |
| 2013 | Machine Doll wa Kizutsukanai                                                  | Chica A (hermana mayor) | Episodio 1                  |
| 2013 | Watashi ga Motenai no wa Dou Kangaetemo Omaera ga Warui!                      | Niña naginata | Episodio 4                  |
| 2013 | Yuyushiki                                                                     | Estudiante 1 (ep 2) Estudiante 2 (ep 1) |                             |
| 2014 | Argevollen                                                                    | Jamie Hazaford |                             |
| 2014 | Seirei Tsukai no Bladedance                                                   | Fianna Ray Ordesia |                             |
| 2014 | Jinsei                                                                        | Emi Murakami |                             |
| 2014 | Selector Infected WIXOSS                                                      | Piruluk | Episodios 2-3, 6            |
| 2014 | Mahōka Kōkō no Rettōsei                                                       | Kanon Chiyoda |                             |
| 2015 | Shokugeki no Sōma                                                             | Hisako Arato |                             |
| 2015 | Gate                                                                          | Mamina |                             |
| 2015 | Hello! Kin-iro Mosaic                                                         | Akari Kuzehashi |                             |
| 2015 | Dungeon ni Deai o Motomeru no wa Machigatteiru Darō ka                        | Ais Wallenstein |                             |
| 2015 | Gochūmon wa Usagi Desu ka?                                                    | Presidente del club Blowgun |                             |
| 2015 | Jewelpet: Magical Change                                                      | Sanagi Butterfly |                             |
| 2015 | Mikagura School Suite                                                         | Seisa Mikagura |                             |
| 2015 | Monster Musume no Iru Nichijō                                                 | Doppel | Episodios 6-12              |
| 2015 | Saenai Heroine no Sodatekata                                                  | Eriri Spencer Sawamura |                             |
| 2015 | Ore ga Ojō-sama Gakkō ni "Shomin Sample" Toshite Rachirareta Ken              | Miyuki Kujō |                             |
| 2015 | Tantei Opera Milky Holmes                                                     | Crescendo |                             |
| 2015 | Gakusen Toshi Asterisk                                                        | Laetitia Blanchard |                             |
| 2015 | Denpa Kyōshi                                                                  | Makina Momozono |                             |
| 2015 | Valkyrie Drive: Mermaid                                                       | Rain Hasumi |                             |
| 2016 | Active Raid Kidō Kyōshūshitsu Daihachigakari                                  | Madoka Amano |                             |
| 2016 | Amanchu!                                                                      | Ai Ninomiya |                             |
| 2016 | Shin-chan                                                                     | Ruriko |                             |
| 2016 | Flip Flappers                                                                 | Irodori-senpai |                             |
| 2016 | Shokugeki no Sōma: Ni no Sara                                                 | Hisako Arato |                             |
| 2016 | Girlish Number                                                                | Kazuha Shibasaki |                             |
| 2016 | Haruchika                                                                     | Class representative | Episode 9                   |
| 2016 | Heavy Object                                                                  | Charlotte Zoom |                             |
| 2016 | Hundred                                                                       | Nesat |                             |
| 2016 | Keijo!!!!!!!!                                                                 | Non Toyoguchi |                             |
| 2016 | Lostorage incited WIXOSS                                                      | Kiyoi Mizushima |                             |
| 2016 | Oshiete! Galko-chan                                                           | Kibami (ep 7) Cashier (ep 8) |                             |
| 2016 | Taboo Tattoo                                                                  | Manisha | Episodio 6                  |
| 2016 | Saiki Kusuo no Psi-nan                                                        | Pet owner | Episodio 7                  |
| 2016 | Fukigen na Mononokean                                                         | Anmo-hime |                             |
| 2016 | Saijaku Muhai no Bahamut                                                      | Altelize Mayclair |                             |
| 2016 | Working!!                                                                     | Mujer 2 | Episodio 1                  |
| 2017 | Clockwork Planet                                                              | Marie Bell Breguet |                             |
| 2017 | Eromanga Sensei                                                               | Muramasa Senju |                             |
| 2017 | Shokugeki no Sōma: San no Sara                                                | Hisako Arato | también 2018                |
| 2017 | Fūka                                                                          | Hibiki Haruna |                             |
| 2017 | Gabriel DropOut                                                               | Vignette April Tsukinose |                             |
| 2017 | Dungeon ni Deai o Motomeru no wa Machigatteiru Darō ka Gaiden: Sword Oratoria | Ais Wallenstein |                             |
| 2017 | Mahōjin Guru Guru                                                             | Runrun | Episodios 3-4, 7, 10-12, 15 |
| 2017 | Isekai Shokudō                                                                | Kuro |                             |
| 2017 | Saenai Heroine no Sodatekata                                                  | Eriri Spencer Sawamura |                             |
| 2018 | Alice or Alice                                                                | Ruha |                             |
| 2018 | Amanchu! Advance                                                              | Ai Nonomiya |                             |
| 2018 | Beelzebub-jō no Okinimesu Mama.                                               | Beelzebub |                             |
| 2018 | Comic Girls                                                                   | Ruki Irokawa |                             |
| 2018 | Shokugeki no Soma: Tootsuki Resshan-hen                                       | Hisako Arato |                             |
| 2018 | Toji no Miko                                                                  | Hiyori Jūjō | también Mini Toji           |
| 2018 | Lostorage conflated WIXOSS                                                    | Kiyoi Mizushima |                             |
| 2018 | Ulysses: Jeanne d'Arc to Renkin no Kishi                                      | Charlotte |                             |
| 2018 | Uma Musume Pretty Derby                                                       | Mejiro McQueen |                             |
| 2019 | Arifureta Shokugyō de Sekai Saikyō                                            | Kaori Shirasaki |                             |
| 2019 | Aikatsu Friends!                                                              | Alicia Charlotte |                             |
| 2019 | Boogiepop and Others                                                          | Nagi Kirima |                             |
| 2019 | Isekai Cheat Magician                                                         | Arcena |                             |
| 2019 | Dungeon ni Deai o Motomeru no wa Machigatteiru Darō ka II                     | Ais Wallenstein |                             |
| 2019 | Bokutachi wa Benkyō ga Dekinai                                                | Sawako Sekijou |                             |
| 2019 | YU-NO: A girl who chants love at the bound of this world                      | Mitsuki Ichijō |                             |
| 2020 | Dungeon ni Deai o Motomeru no wa Machigatteiru Darō ka III                    | Ais Wallenstein |                             |
| 2020 | Gochūmon wa Usagi Desu ka?                                                    | Yura Karede |                             |
| 2020 | Haikyū!! To The Top                                                           | Kanoka Amanai |                             |
| 2020 | Monster Musume no Oisha-san                                                   | Saphentite Neikes |                             |
| 2021 | Blue Period                                                                   | Hanako Sakuraba |                             |
| 2021 | LBX Girls                                                                     | Kyōka |                             |
| 2021 | Isekai Shokudō                                                                | Kuro |                             |
| 2021 | Osananajimi ga Zettai ni Makenai Love Comedy                                  | Maria Momosaka |                             |
| 2021 | Selection Project                                                             | Seira Kurusu |                             |
| 2021 | Shadows House                                                                 | Sarah/Mia |                             |
| 2021 | Sonny Boy                                                                     | Nozomi |                             |
| 2021 | Uma Musume Pretty Derby 2da temporada                                         | Mejiro McQueen |                             |
| 2022 | Arifureta Shokugyō de Sekai Saikyō 2da temporada                              | Kaori Shirasaki |                             |
| 2022 | Aru Asa Dummy Head Mike ni Natteita Ore-kun no Jinsei                         | Yuri Asakusa |                             |
| 2022 | Dungeon ni Deai o Motomeru no wa Machigatteiru Darō ka IV                     | Ais Wallenstein |                             |
| 2022 | Engage Kiss                                                                   | Linhua Hachisuka |                             |
| 2022 | Extreme Hearts                                                                | Tomo Miyasiro |                             |
| 2022 | Fūfu Ijō, Koibito Miman.                                                      | Akari Watanabe |                             |
| 2022 | Gaikotsu Kishi-sama, Tadaima Isekai e Odekakechuu                             | Yuriarna |                             |
| 2022 | Girls' Frontline                                                              | Micro Uzi, M14 |                             |
| 2022 | Kawaii dake ja Nai Shikimori-san                                              | Shikimori |                             |
| 2022 | Kono Healer, Mendokusai                                                       | Dama Cíclope |                             |
| 2022 | Koroshi Ai                                                                    | Chateau Dankworth |                             |
| 2022 | Orient                                                                        | Shunrai Yamamoto |                             |
| 2022 | Platinum End                                                                  | Yuri Temari |                             |
| 2022 | Shinmai Renkinjutsushi no Tenpo Keiei                                         | Iris Lotze |                             |
| 2023 | Rurouni Kenshin                                                               | Megumi Takani |                             |
| 2024 | Madо̄gushi Dahlia wa Utsumukanai: Kyō kara Jiyū na Shokunin Life               | Dahlia Rossetti |                             |
| 2024 | One Room, Hi Atari Futsū, Tenshi Tsuki.                                       | Noel Izumi |                             |
| 2024 | Shinmai Ossan Bōkensha, Saikyō Party ni Shinu Hodo Kitaerarete Muteki ni Naru | Reanette Elfelt |                             |
| TBA  | Arifureta Shokugyō de Sekai Saikyō 3ra temporada                              | Kaori Shirasaki |                             |

### Películas
| Año  | Título                                                              | Papel                  |
| ---- | ------------------------------------------------------------------- | ---------------------- |
| 2013 | Aura: Maryūinkōga Saigo no Tatakai                                  | Sáhara                 |
| 2013 | Kara no Kyōkai: Mirai Fukuin                                        | Naomi                  |
| 2016 | selector destructed WIXOSS                                          | Piruluk                |
| 2019 | Dungeon ni Deai o Motomeru no wa Machigatteiru Darō ka: Orion no Ya | Ais Wallenstein        |
| 2019 | Saekano: How to Raise a Boring Girlfriend Fine                      | Eriri Spencer Sawamura |
| 2020 | Date A Live Fragment: Date A Bullet                                 | Reina blanca           |
| 2021 | Tokyo 7th Sisters Movie: Bokura wa Aozora ni Naru                   | Alessandra Susu        |
| 2021 | Kin-iro Mosaic: Thank you!!                                         | Akari Kuzehashi        |

### Videojuegos
| Año  | Título                                         | Papel                          |
| ---- | ---------------------------------------------- | ------------------------------ |
| 2014 | Chō Megami Shinkō Nowāru Geki-Shin Burakkuhāto | Ein Al                         |
| 2014 | Tokyo 7th Sisters                              | Alessandra Susu                |
| 2015 | Makai Shin Trillion                            | Mammon                         |
| 2015 | Under Night In-Birth Exe: Late [st]            | Phonon                         |
| 2016 | Gundam Breaker 3                               | Misora                         |
| 2016 | Ys VIII: Lacrimosa of Dana                     | Dana Iclucia                   |
| 2017 | School Girl/Zombie Hunter                      | Risa Kubota                    |
| 2018 | Dead or Alive Xtreme Venus Vacation            | Tamaki                         |
| 2019 | Our World is ended                             | Natsumi Yuki                   |
| 2020 | Dead or Alive 6                                | Tamaki                         |
| 2021 | Uma Musume Pretty Derby                        | Mejiro McQueen                 |
| 2021 | Artery Gear: Fusion                            | Nina                           |
| 2021 | Counter:Side                                   | Maekawa Natsumi (Kang Soyoung) |
| 2021 | Blue Archive                                   | Sena Himuro                    |
| 2021 | Gate of Nightmares                             | Lumina                         |
| 2025 | Venus Vacation Prism: Dead or Alive Xtreme     | Tamaki                         |